# Albert I de Prússia
Albert I de Prússia o Albert de Hohenzollern (1490-1568) va ser el 37è i darrer Gran Mestre de l'Orde Teutònic i el primer duc de Prússia. Fou el fill del marcgravi Frederic IV de Brandenburg-Ansbach i Sofia Jagelló, una princesa de Polònia-Lituània.
Frederic de Saxònia, gran mestre de l'orde teutònic, va morir el desembre de 1510 i Albert va ser elegit successor a principis de 1511 amb l'esperança que la seva relació amb el seu oncle Segimon el Vell, gran duc de Lituània i rei de Polònia, facilitaria la solució de les disputes sobre l'est de Prússia, que l'orde s'havia mantingut, amb sobirania polonesa, des de la Segona Pau de Torun de 1466. El nou Gran Mestre, conscient dels seus deures envers l'imperi i el papat, es va negar a sotmetre's a la corona de Polònia. Com la guerra per l'existència de l’ordre semblava inevitable, Albert va fer esforços intensos per aconseguir aliats i va continuar negociacions prolongades amb Maximilià I del Sacre Imperi Romanogermànic. La mala sensació, influïda pels estralls de membres de l'Orde a Polònia, va culminar amb una guerra que va començar el desembre de 1519 i va devastar Prússia. Albert va rebre una treva de quatre anys a principis de 1521.
La disputa va continuar amb l'emperador Carles V i a altres prínceps, però com que no es va arribar a cap acord, Albert va continuar els seus esforços per obtenir ajuda de cara a la renovació de la guerra. Amb aquest propòsit va visitar la Dieta de Nuremberg el 1522, on va conèixer el reformador Andreas Osiander. El 10 d'abril de 1525, després de signar el Tractat de Cracòvia, que va posar fi oficialment a la guerra del Regne de Polònia contra l'Orde Teutònic, pel què Albert va renunciar al seu càrrec de Gran Mestre de l'Orde Teutònic i va rebre el títol de Duc de Prússia del rei Segimon el Vell de Polònia. Albert es va convertir en luterà i va secularitzar els territoris prussians de l'Orde a l'est de la desembocadura del Vístula, que van passar a mans d'una branca de la família Hohenzollern, que ja governava el Marcgraviat de Brandenburg, des del segle XV, i amb la seva renúncia a l'Orde, Albert ara es podia casar i produir hereus legítims. Va ser el primer polític europeu que establí el luteranisme com a religió d'estat i va contribuir molt a la dispersió de les idees del protestantisme. Va crear el 1544 la Universitat de Königsberg.